# Nuoto sincronizzato ai campionati europei di nuoto 2018 - Squadre (programma libero)
La competizione di nuoto sincronizzato a squadre - Programma libero dei Campionati europei di nuoto 2018 si è svolta dal 3 al 4 agosto 2018. Il 3 agosto si è disputato un turno preliminare tra le 13 squadre partecipanti, le 12 migliori classificate si sono contese il podio il giorno successivo.

## Medaglie
| Posizione | Atlete | Paese   |
| --------- | --- | ------- |
| Oro       | Anastasija Archipovskaja Anastasija Bajandina Dar'ja Bajandina Marina Goliadkina Veronika Kalinina Polina Komar Mariia Shurochkina Darina Valitova Michaėla Kalanča*                  | Russia  |
| Argento   | Valeriia Aprielieva Veronika Hryshko Oleksandra Kashuba Yana Nariezhna Kateryna Reznik Anastasiya Savchuk Alina Shynkarenko Yelyzaveta Yakhno Maryna Aleksiiva* Oleksandra Kovalenko* | Ucraina |
| Bronzo    | Beatrice Callegari Linda Cerruti Francesca Deidda Costanza Di Camillo Costanza Ferro Gemma Galli Alessia Pezone Enrica Piccoli Domiziana Cavanna* Federica Sala*                      | Italia  |

* Riserva

## Risultati
In verde sono denotate le finaliste.
| Posizione | Nazione       | Preliminare | Preliminare | Finale  | Finale    |
| Posizione | Nazione       | Punti       | Posizione   | Punti   | Posizione |
| --------- | ------------- | ----------- | ----------- | ------- | --------- |
|           | Russia        | 95.5000     | 1           | 97.0333 | 1         |
|           | Ucraina       | 93.4333     | 2           | 94.6000 | 2         |
|           | Italia        | 90.8333     | 4           | 92.2333 | 3         |
| 4         | Spagna        | 91.3333     | 3           | 92.1000 | 4         |
| 5         | Grecia        | 86.0333     | 6           | 87.6333 | 5         |
| 6         | Francia       | 86.4667     | 5           | 87.5000 | 6         |
| 7         | Bielorussia   | 82.5333     | 7           | 83.6000 | 7         |
| 8         | Israele       | 82.2333     | 8           | 83.1000 | 8         |
| 9         | Gran Bretagna | 78.3667     | 9           | 78.9333 | 9         |
| 10        | Germania      | 76.6333     | 11          | 78.8000 | 10        |
| 11        | Austria       | 77.0667     | 10          | 78.5667 | 11        |
| 12        | Portogallo    | 74.2333     | 12          | 75.9000 | 12        |
| 13        | Turchia       | 74.0000     | 13          |         |           |